# パイロテクニクス

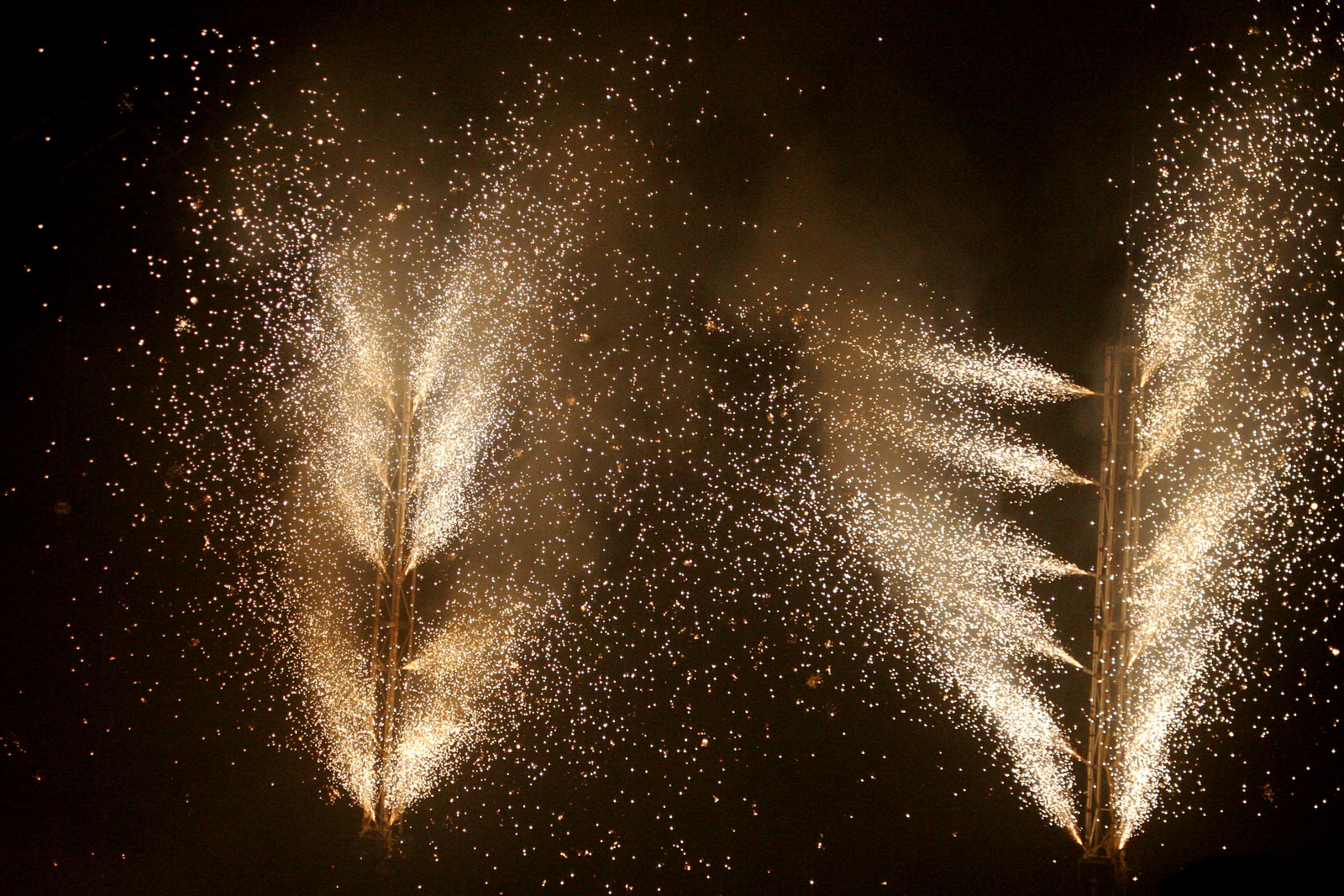
パイロテクニクスで制御された炎

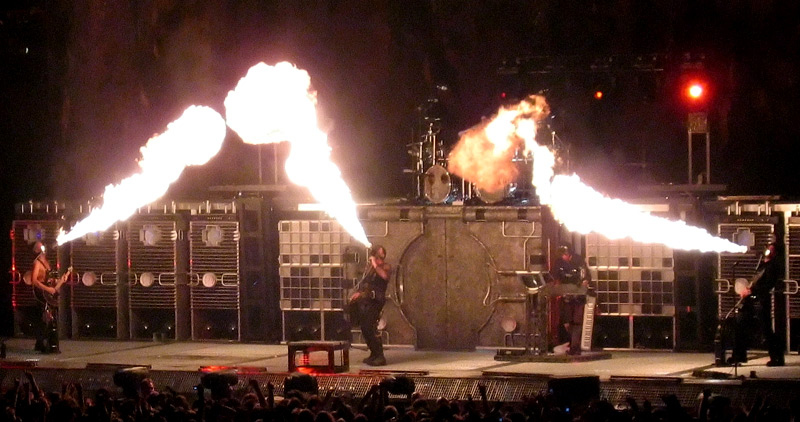
ラムシュタインの過激なステージ

パイロテクニクス（英語：Pyrotechnics、火工術（かこうじゅつ）とも）は、燃焼を制御する技術。ほぼ花火と同義のものとみなされるが、正確には工業分野や軍事用途をも含む広義なものとして定められる。安全マッチ、酸素含有ろうそく、発炎筒、可爆ボルトやファスナー、自動車等のエアバッグなどから、爆弾やミサイルの推進力もこの技術によりコントロールされている。
一般に、どのような効果を狙うかによって、爆発・閃光・煙または炎など用途別に分類される。基本的に当技術用の機器は、各種の危険物、燃料、酸化剤等の原料を封入し、爆発や閃光に耐える材質の容器に収められている。これは通常「火工品」と呼ばれる。
エンジンなどの内燃機関とは異なり、火工品は予め内部に封入した燃料成分だけをエネルギーとし、稼動しながら外部から継続的に補充することが出来ない。したがって、一回使用した火工品はユニット単位で交換する必要がある。その代わり、機構全体を小型化・軽量化できる利点がある。

## 応用例

### 演出効果
よく知られている例に、ライブやスポーツ・イベントなどで使われるステージ上の演出効果技術がある。ロックバンドのKISSやAC/DCやローディなどが有名だが、最も激しく多用することでドイツのラムシュタインは特に著名である。メンバーのティル・リンデマンがパイロ技師の資格を持っており、ステージの装置は言うまでもなく、火に包まれる衣裳、仮面に装備した火炎放射器から吹き出る炎など、各種のギミックを考案している。
他には東京ディズニーランド、東京ディズニーシーのショーにも使われている。

## 問題
一般的な燃焼を利用した技術のため、利用する範囲に燃焼を意図しない可燃物があれば確実に燃え、事故又は火災が発生する。例としては、ザ・ステーションナイトクラブ火災（2003年、アメリカ・ウェストウォリック、死者100人）、ペルミ・ナイトクラブ火災（2009年、ロシア・ペルミ、死者156人）などが挙げられる。
w:List of pyrotechnic incidents、Category:Nightclub fires started by pyrotechnicsも参照。